# Mauricio Macri
Mauricio Macri (phát âm tiếng Tây Ban Nha: [mauˈɾisjo ˈmakɾi]; sinh 8 tháng 2 năm 1959) là một kỹ sư xây dựng, doanh nhân, chính trị gia người Argentina và là Tổng thống của Argentina từ ngày 10 tháng 12 năm 2015 đến ngày 10 tháng 12 năm 2019. Ông là con trai của Francisco Macri, một doanh nhân nổi tiếng người Ý trong lĩnh vực công nghiệp và xây dựng. Từ ngày 10 tháng 12 năm 2007 ông là thị trưởng thành phố tự trị Buenos Aires, cũng là đại diện của Thành phố Buenos Aires tại Hạ viện Quốc hội.
Ông từng được coi là một ứng cử viên tiềm năng trong cuộc tổng bầu cử năm 2011, nhưng từ chối thi đua chức tổng thống thay vào đó là tái tranh cử chức thị trưởng. Ông đã tái đắc cử chức này trong vòng nhì vào ngày 31 tháng 7 năm 2011 trước ứng cử viên Daniel Filmus.
Ngày 22 tháng 11 năm 2015, sau vòng đầu tiên không giành đủ số phiếu của cuộc bầu cử Tổng thống ngày 25 tháng 10, Macri trở thành Tổng thống Argentina, đánh bại ứng cử viên Mặt trận vì thắng lợi Daniel Scioli của chính phủ cầm quyền trong vòng nhì.

## Tổng thống
Mauricio Macri sẽ chính thức nhậm chức vào ngày 10 tháng 12 năm 2015. Ông đã hứa sẽ làm giảm lạm phát, cải thiện điều kiện cho doanh nghiệp.
Ông ta cũng hứa sẽ cải thiện quan hệ với Anh Quốc, và tránh không đặt nặng sự tranh cãi về chủ quyền đảo Falkland: " Quan hệ với Anh Quốc rất quan trọng cho chúng ta, và chúng ta sẽ làm việc để tạo nên những điều kiện để có được đối thoại xây dựng giữa hai nước".

## Gia đình

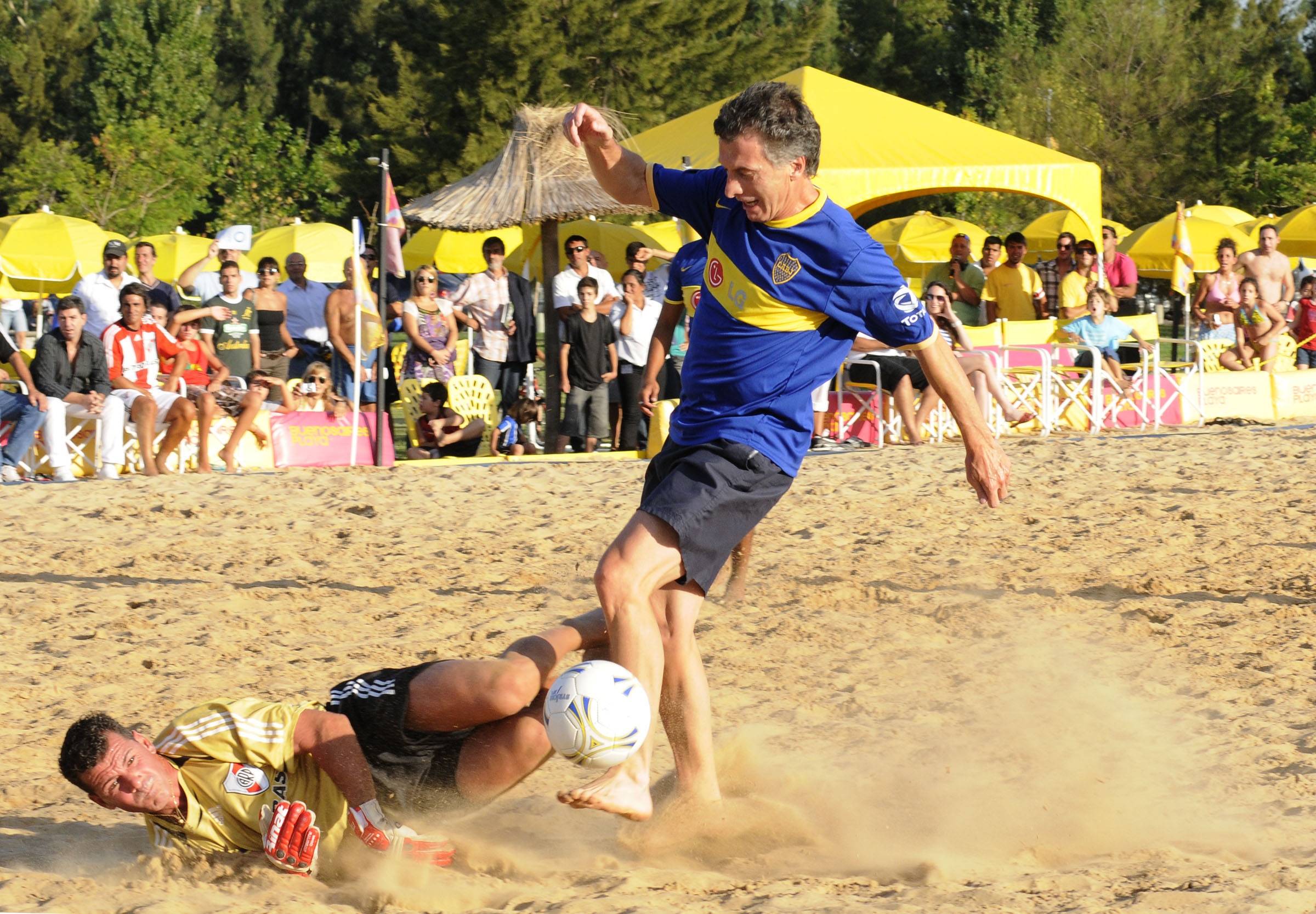
Macri mặc áo câu lạc bộ bóng đá Boca Juniors

Macri theo đạo công giáo, lập gia đình lần thứ 3 vào ngày 16 tháng 11 năm 2010 với Juliana Awada, nữ doanh nhân về y phục người gốc Liban. Họ có một người con gái Antonia sinh năm 2010.
Ngoài ra từ 1995 tới 2007, Macri cũng là chủ tịch câu lạc bộ bóng đá Boca Juniors.

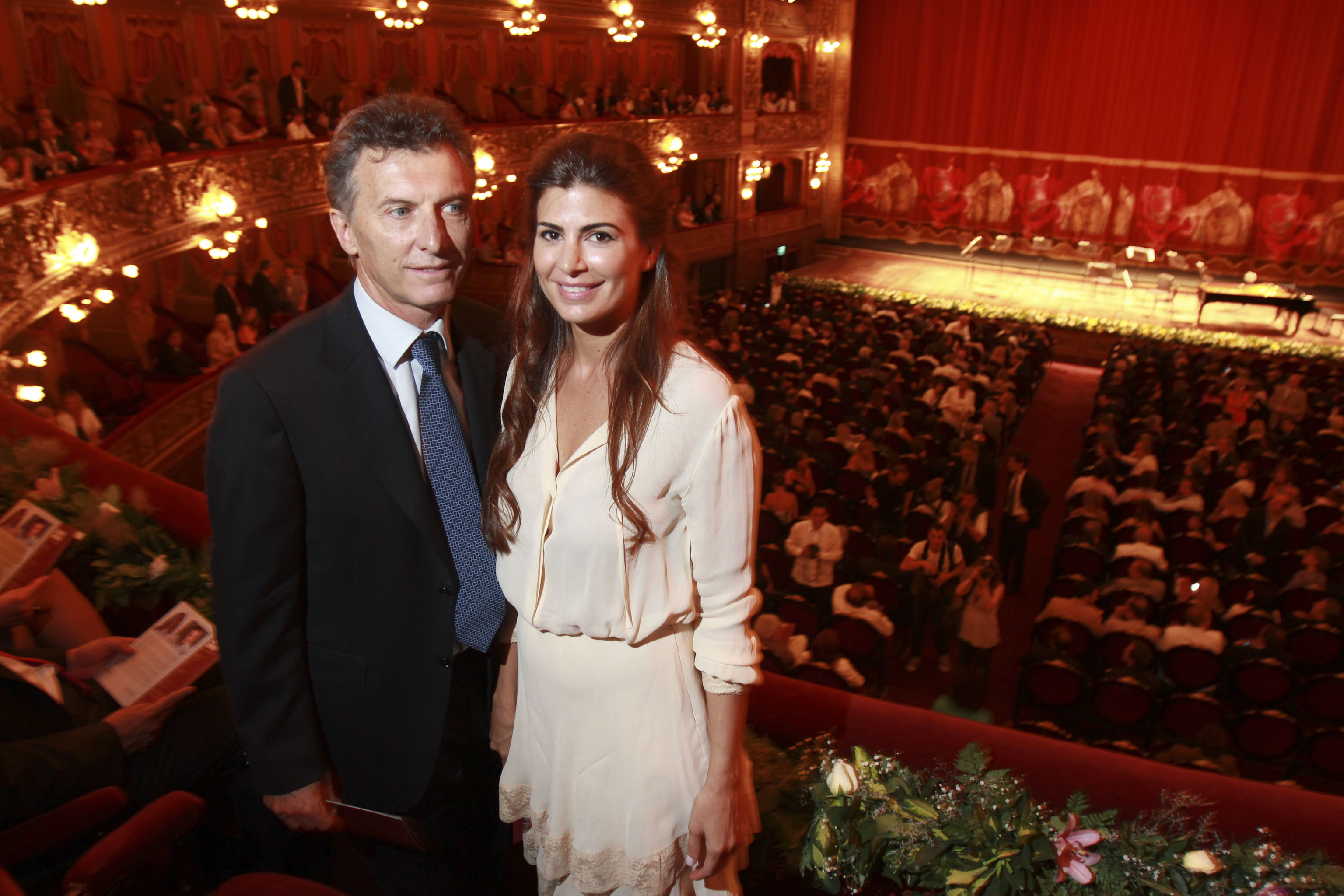
Mauricio Macri và Juliana Awada ở Teatro Colón (2011)
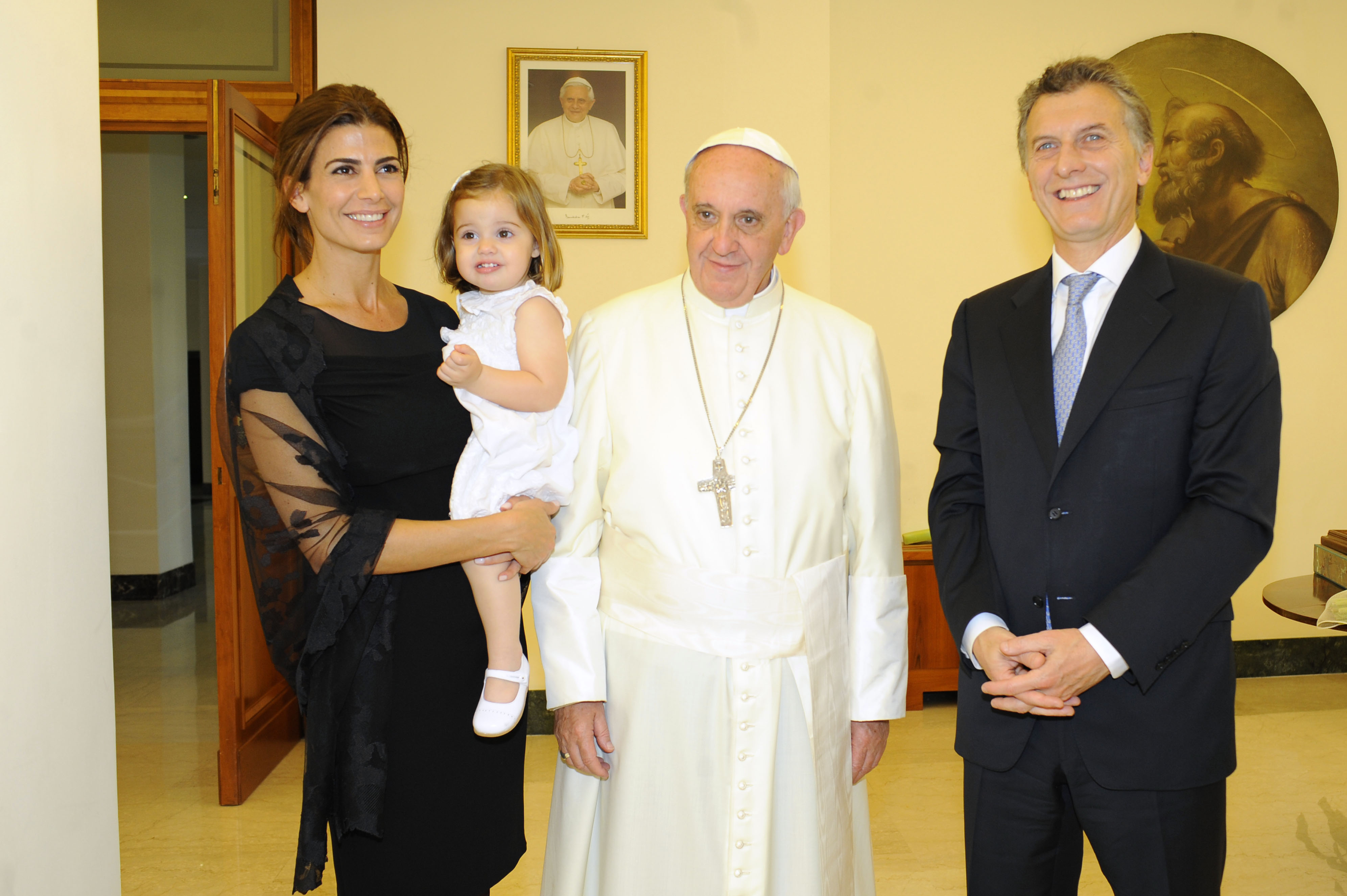
Juliana Awada, Antonia Marci, Giáo hoàng Phanxicô và Mauricio Marci ở Vatican (2013)
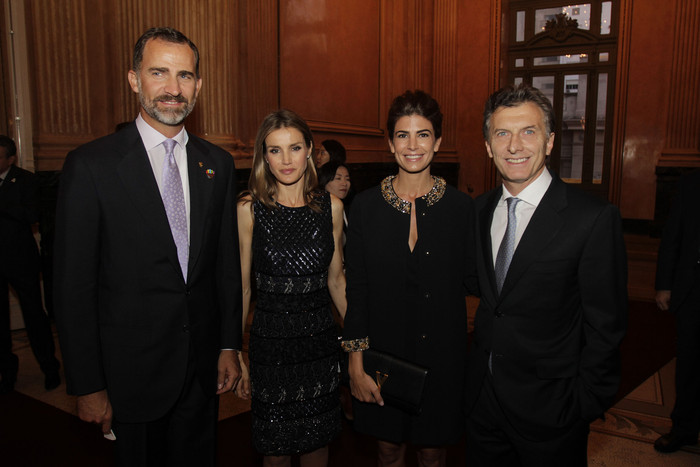
Felipe VI và vợ Letizia với Juliana Awada và Mauricio Marci (2013)